# Canton du Pays de Morlaàs et du Montanérès
Le canton du Pays de Morlaàs et du Montanérès est une circonscription électorale française du département des Pyrénées-Atlantiques.

## Histoire
Un nouveau découpage territorial des Pyrénées-Atlantiques entre en vigueur à l'occasion des élections départementales de 2015. Il est défini par le décret du 25 février 2014, en application des lois du 17 mai 2013 (loi organique 2013-402 et loi 2013-403). Les conseillers départementaux sont, à compter de ces élections, élus au scrutin majoritaire binominal mixte. Les électeurs de chaque canton élisent au Conseil départemental, nouvelle appellation du Conseil général, deux membres de sexe différent, qui se présentent en binôme de candidats. Les conseillers départementaux sont élus pour 6 ans au scrutin binominal majoritaire à deux tours, l'accès au second tour nécessitant 12,5 % des inscrits au 1er tour. En outre la totalité des conseillers départementaux est renouvelée. Ce nouveau mode de scrutin nécessite un redécoupage des cantons dont le nombre est divisé par deux avec arrondi à l'unité impaire supérieure si ce nombre n'est pas entier impair, assorti de conditions de seuils minimaux. Dans les Pyrénées-Atlantiques, le nombre de cantons passe ainsi de 52 à 27.
Le canton de Pays de Morlaàs et du Montanérès est formé de communes des anciens cantons de Morlaàs (27 communes), de Pau-Est (3 communes), de Montaner (13 communes) et de Lembeye (1 commune). Avec ce redécoupage administratif, le territoire du canton s'affranchit des limites d'arrondissements, avec 44 communes incluses dans l'arrondissement de Pau et 1 dans l'arrondissement de Bayonne. Le bureau centralisateur est situé à Morlaàs.

## Représentation
| Période élective | Période élective | Mandat | Mandat   | Identité        | Nuance | Nuance | Qualité |
| ---------------- | ---------------- | ------ | -------- | --------------- | ------ | ------ | --- |
| 2015             | 2021             | 2015   | 2021     | Thierry Carrère |        | MoDem  | Conserveur commerçant, maire de Buros Conseiller départemental délégué aux Solidarités territoriales                                                       |
| 2015             | 2021             | 2015   | 2021     | Isabelle Lahore |        | MoDem  | Assistante sociale en entreprise, ancienne maire d'Andoins 4e Vice-Présidente déléguée aux relations humaines, dialogue social et patrimoine départemental |
| 2021             | 2028             | 2021   | en cours | Thierry Carrère |        | MoDem  | Conseiller sortant, Vice-Président du conseil départemental                                                                                                |
| 2021             | 2028             | 2021   | en cours | Isabelle Lahore |        | MoDem  | Conseillère sortante, Vice-Présidente du conseil départemental                                                                                             |

### Résultats détaillés

#### Élections de mars 2015
À l'issue du 1er tour des élections départementales de 2015, deux binômes sont en ballottage : Stéphane Coillard et Michèle Laban-Winograd (PS, 31,55 %) et Thierry Carrere et Isabelle Lahore (MoDem, 29,4 %). Le taux de participation est de 57,14 % (10 216 votants sur 17 880 inscrits) contre 52,8 % au niveau départemental et 50,17 % au niveau national.
Au second tour, Thierry Carrere et Isabelle Lahore (MoDem) sont élus avec 52,7 % des suffrages exprimés et un taux de participation de 56,95 % (4 930 voix pour 10 184 votants et 17 882 inscrits).

#### Élections de juin 2021
Le premier tour des élections départementales de 2021 est marqué par un très faible taux de participation (33,26 % au niveau national). Dans le canton du Pays de Morlaàs et du Montanérès, ce taux de participation est de 41,16 % (7 783 votants sur 18 907 inscrits) contre 38,82 % au niveau départemental. À l'issue de ce premier tour, deux binômes sont en ballottage : Thierry Carrere et Isabelle Lahore (DVC, 46,82 %) et Stéphane Coillard et Nicole Juyoux (Union à gauche avec des écologistes, 26,49 %).
Le second tour des élections est marqué une nouvelle fois par une abstention massive équivalente au premier tour. Les taux de participation sont de 34,36 % au niveau national, 40,13 % dans le département et 40,21 % dans le canton du Pays de Morlaàs et du Montanérès. Thierry Carrere et Isabelle Lahore (DVC) sont élus avec 62,97 % des suffrages exprimés (4 394 voix pour 7 601 votants et 18 903 inscrits),,.

## Composition
Le canton du Pays de Morlaàs et du Montanérès comprend quarante-quatre communes entières.
| Nom                                        | Code Insee | Intercommunalité      | Superficie (km2) | Population (dernière pop. légale) | Densité (hab./km2) | Modifier                                    |
| ------------------------------------------ | ---------- | --------------------- | ---------------- | --------------------------------- | ------------------ | ------------------------------------------- |
| Morlaàs (bureau centralisateur)            | 64405      | CC du Nord-Est Béarn  | 13,15            | 4 367 (2022)                      | 332                | modifier les données · modifier les données |
| Abère                                      | 64002      | CC du Nord-Est Béarn  | 5,81             | 159 (2022)                        | 27                 | modifier les données · modifier les données |
| Andoins                                    | 64021      | CC du Nord-Est Béarn  | 12,22            | 724 (2022)                        | 59                 | modifier les données · modifier les données |
| Anos                                       | 64027      | CC du Nord-Est Béarn  | 1,79             | 178 (2022)                        | 99                 | modifier les données · modifier les données |
| Arrien                                     | 64053      | CC du Nord-Est Béarn  | 4,46             | 198 (2022)                        | 44                 | modifier les données · modifier les données |
| Artigueloutan                              | 64059      | CA Pau Béarn Pyrénées | 8,12             | 1 100 (2022)                      | 135                | modifier les données · modifier les données |
| Baleix                                     | 64089      | CC du Nord-Est Béarn  | 6,47             | 131 (2022)                        | 20                 | modifier les données · modifier les données |
| Barinque                                   | 64095      | CC du Nord-Est Béarn  | 9,00             | 584 (2022)                        | 65                 | modifier les données · modifier les données |
| Bédeille                                   | 64103      | CC du Nord-Est Béarn  | 3,85             | 207 (2022)                        | 54                 | modifier les données · modifier les données |
| Bentayou-Sérée                             | 64111      | CC Adour Madiran      | 8,26             | 108 (2022)                        | 13                 | modifier les données · modifier les données |
| Bernadets                                  | 64114      | CC du Nord-Est Béarn  | 3,68             | 587 (2022)                        | 160                | modifier les données · modifier les données |
| Buros                                      | 64152      | CC du Nord-Est Béarn  | 13,81            | 1 988 (2022)                      | 144                | modifier les données · modifier les données |
| Casteide-Doat                              | 64173      | CC Adour Madiran      | 5,34             | 159 (2022)                        | 30                 | modifier les données · modifier les données |
| Castéra-Loubix                             | 64174      | CC Adour Madiran      | 3,43             | 51 (2022)                         | 15                 | modifier les données · modifier les données |
| Escoubès                                   | 64208      | CC du Nord-Est Béarn  | 6,44             | 424 (2022)                        | 66                 | modifier les données · modifier les données |
| Eslourenties-Daban                         | 64211      | CC du Nord-Est Béarn  | 5,06             | 376 (2022)                        | 74                 | modifier les données · modifier les données |
| Espéchède                                  | 64212      | CC du Nord-Est Béarn  | 9,32             | 157 (2022)                        | 17                 | modifier les données · modifier les données |
| Gabaston                                   | 64227      | CC du Nord-Est Béarn  | 12,73            | 676 (2022)                        | 53                 | modifier les données · modifier les données |
| Higuères-Souye                             | 64262      | CC du Nord-Est Béarn  | 7,35             | 276 (2022)                        | 38                 | modifier les données · modifier les données |
| Labatut-Figuières                          | 64293      | CC Adour Madiran      | 8,44             | 170 (2022)                        | 20                 | modifier les données · modifier les données |
| Lamayou                                    | 64309      | CC Adour Madiran      | 9,51             | 211 (2022)                        | 22                 | modifier les données · modifier les données |
| Lée                                        | 64329      | CA Pau Béarn Pyrénées | 2,94             | 1 266 (2022)                      | 431                | modifier les données · modifier les données |
| Lespourcy                                  | 64338      | CC du Nord-Est Béarn  | 7,09             | 183 (2022)                        | 26                 | modifier les données · modifier les données |
| Lombia                                     | 64346      | CC du Nord-Est Béarn  | 7,63             | 208 (2022)                        | 27                 | modifier les données · modifier les données |
| Maucor                                     | 64370      | CC du Nord-Est Béarn  | 4,92             | 567 (2022)                        | 115                | modifier les données · modifier les données |
| Maure                                      | 64372      | CC Adour Madiran      | 3,59             | 88 (2022)                         | 25                 | modifier les données · modifier les données |
| Momy                                       | 64388      | CC du Nord-Est Béarn  | 6,00             | 110 (2022)                        | 18                 | modifier les données · modifier les données |
| Monségur                                   | 64395      | CC Adour Madiran      | 2,84             | 134 (2022)                        | 47                 | modifier les données · modifier les données |
| Montaner                                   | 64398      | CC Adour Madiran      | 19,13            | 416 (2022)                        | 22                 | modifier les données · modifier les données |
| Ouillon                                    | 64438      | CC du Nord-Est Béarn  | 6,38             | 552 (2022)                        | 87                 | modifier les données · modifier les données |
| Ousse                                      | 64439      | CA Pau Béarn Pyrénées | 4,46             | 1 667 (2022)                      | 374                | modifier les données · modifier les données |
| Ponson-Debat-Pouts                         | 64451      | CC Adour Madiran      | 5,72             | 98 (2022)                         | 17                 | modifier les données · modifier les données |
| Pontiacq-Viellepinte                       | 64454      | CC Adour Madiran      | 6,98             | 176 (2022)                        | 25                 | modifier les données · modifier les données |
| Riupeyrous                                 | 64465      | CC du Nord-Est Béarn  | 4,81             | 238 (2022)                        | 49                 | modifier les données · modifier les données |
| Saint-Armou                                | 64470      | CC du Nord-Est Béarn  | 12,38            | 614 (2022)                        | 50                 | modifier les données · modifier les données |
| Saint-Castin                               | 64472      | CC du Nord-Est Béarn  | 7,00             | 857 (2022)                        | 122                | modifier les données · modifier les données |
| Saint-Jammes                               | 64482      | CC du Nord-Est Béarn  | 4,05             | 634 (2022)                        | 157                | modifier les données · modifier les données |
| Saint-Laurent-Bretagne                     | 64488      | CC du Nord-Est Béarn  | 10,59            | 444 (2022)                        | 42                 | modifier les données · modifier les données |
| Saubole                                    | 64507      | CC du Nord-Est Béarn  | 5,10             | 150 (2022)                        | 29                 | modifier les données · modifier les données |
| Sedze-Maubecq                              | 64515      | CC Adour Madiran      | 7,61             | 228 (2022)                        | 30                 | modifier les données · modifier les données |
| Sedzère                                    | 64516      | CC du Nord-Est Béarn  | 12,59            | 391 (2022)                        | 31                 | modifier les données · modifier les données |
| Sendets                                    | 64518      | CA Pau Béarn Pyrénées | 7,73             | 1 156 (2022)                      | 150                | modifier les données · modifier les données |
| Serres-Morlaàs                             | 64520      | CC du Nord-Est Béarn  | 4,19             | 856 (2022)                        | 204                | modifier les données · modifier les données |
| Urost                                      | 64544      | CC du Nord-Est Béarn  | 2,33             | 77 (2022)                         | 33                 | modifier les données · modifier les données |
| Canton du Pays de Morlaàs et du Montanérès | 6423       |                       | 314,30           | 23 941 (2022)                     | 76                 | modifier les données                        |

## Démographie
En 2022, le canton comptait 23 941 habitants, en évolution de +2,87 % par rapport à 2016 (Pyrénées-Atlantiques : +3,78 %, France hors Mayotte : +2,11 %).
| 2013   | 2018   | 2022   |
| ------ | ------ | ------ |
| 22 634 | 23 488 | 23 941 |